# Emim
Emim (hebraico:אֵמִים) foi o nome moabita para uma das tribos de Refaim. Eles são descritos em Deuteronômio capítulo 2 como sendo um povo poderoso, populoso e com um reino de sucesso. Eles foram derrotados pelos moabitas, que ocuparam sua terra. Eles também são mencionados em Gênesis 14:5 e de acordo com Rashi, o nome é traduzido como "os temidos" (Hertz 1936).
"Os emins, dantes, habitavam nela, povo grande, numeroso e alto como os anaquins;" (Deuteronômio 2:10-11).